# Luca Ragagnin
Luca Ragagnin (Torino, 22 aprile 1965) è uno scrittore e paroliere italiano.

## Biografia
Inizia a scrivere racconti e poesie nei primi anni Ottanta e a pubblicare su rivista all'inizio degli anni Novanta. Nel 1992 il testo teatrale Eclisse del corpo viene rappresentato a Torino e a Bologna presso il Teatro di Leo de Berardinis. Dal 1994 collabora come paroliere con musicisti di varia estrazione. Nel 1995 vince il Premio Montale per la poesia con una silloge inedita, letta nello stesso anno da Vittorio Gassman nel ciclo televisivo Cammin leggendo e pubblicata l'anno successivo dall'editore Scheiwiller.
Nel 1996 viene invitato al Festival Internazionale di Poesia di Bar in Montenegro e un'antologia di sue poesie viene tradotta in serbo-croato. Collabora con quotidiani e riviste di vario genere e, dal 1998 al 2003, ha tenuto una rubrica fissa su Duel, mensile di cinema e cultura dell'immagine.
Collabora con i Subsonica dal 1997. 
Nel 2007, insieme a Enrico Remmert, adatta per ii teatro il libro Elogio della sbronza consapevole. Lo spettacolo viene portato in tournée in Italia e in Francia da Assemblea Teatro. Nel 2009, sempre con Enrico Remmert, scrive 2984, testo teatrale ispirato a 1984 di George Orwell. Lo spettacolo debutta al Festival della scienza di Genova con la regia di Emanuele Conte e la produzione della compagnia del Teatro della Tosse.
Nel 2011 collabora alla stesura di Operetta in nero, testo teatrale scritto e musicato da Andrea Liberovici e scrive, con Michele Di Mauro, Alla fine di un nuovo giorno, spettacolo commissionato da Torino Spiritualità e portato in scena dallo stesso Di Mauro e dal compositore messicano Murcof. Nel 2012 scrive per Lella Costa Elsa Shocking, monologo basato sull'autobiografia di Elsa Schiaparelli Shocking life, che va in scena al Teatro Carignano di Torino. Nel 2014 scrive per Angela Baraldi lo spettacolo The wedding singers, che debutta al Teatro della Tosse di Genova, con la regia di Emanuele Conte.
È autore di romanzi (Marmo rosso, Arcano 21, Agenzia Pertica, Pontescuro, Il bambino intermittente), racconti (tra gli altri, Pulci, Un amore supremo), testi teatrali (Misfatti unici, Cinque sigilli) e poesie (tra le altre, le raccolte Biopsie, La balbuzie degli oracoli e Un solco senza seme). Alcune sue opere sono tradotte in Francia, Montenegro, Polonia, Portogallo, Romania, Svizzera e Stati Uniti.
Nelle vesti di paroliere ha scritto testi di canzoni, tra gli altri, per Antonello Venditti, Delta V, Garbo, Gigi Restagno, Lucia Minetti, Mao, Mina, Serena Abrami, Subsonica e Totò Zingaro.

## Opere

### Romanzi
- Marmo rosso, Oèdipus Edizioni, 2003 / Baldini & Castoldi, 2014
- Arcano 21, Del Vecchio Editore, 2014
- Agenzia Pertica, Miraggi Edizioni, 2017
- Pontescuro, Miraggi Edizioni, 2019
- Il bambino intermittente, Miraggi Edizioni, 2021

### Racconti
- Adone fatto a pezzi, Amadeus, 1997
- Anime pixel, Fermenti, 1998
- Pulci, peQuod, 1999 / Laurana, 2015
- Viaggi verso la fine, No Reply, 2006
- 29 manifesti per le nostre menzogne, Oèdipus Edizioni, 2008
- Un amore supremo, Instar libri, 2009
- Musica per orsi e teiere, Miraggi Edizioni, 2012
- Il regno del signor Hans Holbein (con fannidada), Prinp Editore, 2025

### Poesia e teatro
- Fabbriche Lumière, Bompiani, 1998
- Passio, Canopo, 1998
- Biopsie, Manni Editori, 2000
- La balbuzie degli oracoli, Manni Editori, 2003
- Videre Leviter, No Reply, 2004
- Misfatti unici, Oèdipus Edizioni, 2006
- Granny Smith, Torino Poesia, 2007
- Il libro delle meduse (con Giorgia Atzeni), Il Castoro, 2007
- Trentawatt, Puntoacapo Editrice, 2013
- Cinque sigilli, Scritturapura, 2014
- Pentagramma, Oèdipus Edizioni, 2014

Con Enrico Remmert
- Elogio della sbronza consapevole, Marsilio Editori, 2004 / Feltrinelli, 2020
- Elogio dell'amore vizioso, Marsilio Editori, 2006
- Smokiana, Marsilio Editori, 2007
- Il viaggio semiasciutto di Ulisse il pesce volante (illustrazioni di Paolo D'Altan), Edizioni BD, 2010
- Il minchionario universale (inevitabilmente incompleto), Espress, 2012
- L'acino fuggente, Laterza, 2013

### Miscellanea
- Il piccolo libro degli addii, Bompiani, 2000
- Linkati Stockhausen, Portofranco, 2001
- Canzoni da mangiare, Il leone verde, 2003
- Amori boomerang (con Gero Giglio), Marsilio Editori, 2007
- Praga alla fiamma, Il leone verde, 2007
- Capitomboli, Miraggi Edizioni, 2013
- Imperdibili perdenti (con Totò Zingaro), Miraggi Edizioni, 2015
- Autoritratto in vinile, Miraggi Edizioni, 2020
- Un solco senza seme, Miraggi Edizioni, 2024
- Con le spalle al traguardo, Officine Pindariche, 2024

### In antologie
- Sette poeti del Premio Montale, Scheiwiller, 1996
- Poesia contemporanea. Quinto quaderno italiano, Crocetti Editore, 1996
- Omaggio alla montagna e al grande fiume Monviso, Gribaudo, 1998
- La morte stramba. Undici gialli-noir dalla provincia italiana, Avvenimenti, 1999
- Poesia. Mito. Utopia, Joker, 1999
- Riso amaro. Il film. La storia. Il restauro, Edizioni Falsopiano, 1999
- Alti fermenti letterari, Gribaudo, 2000
- L'occhio e il cuore. Poeti degli anni 90, Editoriale Sometti, 2000
- Partitura per voci narranti, Fermenti, 2000
- Tutti for Louis. Omaggio a Louis Armstrong, Ila Palma, 2000
- Piovono storie. Romanzo collettivo, Fernandel, 2003
- Vent'anni di poesia, Passigli Editori, 2003
- Ticket to write. Giovani scrittori italiani e canzoni dei Beatles, Arcana Editrice, 2003
- Il segreto delle fragole, LietoColle, 2003
- Il tuffatore. Racconti e opinioni su Flavio Giurato, No Reply, 2003
- Jam Session. Storie di Jazz, Lampi di Stampa, 2004
- Ho diritto ai diritti, No Reply, 2004
- Swinginversi. La poesia del jazz in Italia, Lampi di Stampa, 2004
- Help! The Beatles!, Lampi di Stampa, 2005
- Generazioni nove per due, L'ancora del mediterraneo, 2005
- In fin di lira, Oèdipus Edizioni, 2005
- Pensieri di Natale, Rizzoli, 2005
- Tutti i musicisti devono morire, Coniglio Editore, 2005
- La voce. Jazz world pop rock blues folk, ISU, 2007
- Bonus tracks. Scrittori italiani per Rolling Stone, Mondadori, 2007
- Poeti per Torino, Viennepierre Edizioni, 2008
- Narradiohead. Storie e visioni del rock, Baldini Castoldi Dalai, 2008
- Dizionario affettivo della lingua italiana, Fandango, 2008
- Poesie mormorate lungo la riva del Po, Torino Poesia, 2008
- I giorni del vino e delle rose, Edizioni ETS, 2008
- La dea bottiglia. Racconti di assetati e bevitori, Slow Food Editore, 2008
- Oh com'è bella l'uva fogarina. Storie di un Bacco minore, Slow Food Editore, 2009
- A ritmo di jazz tra immagini e poesie, Blu Edizioni, 2010
- Schermo piatto. Il cinema interpreta il cibo, Slow Food Editore, 2010
- Wine on the road. Appunti di viaggio per cantine, Edizioni ETS, 2011
- Subsonica X 15, Espress, 2012
- L'ombra della stella. Il Natale dei poeti d'oggi, Interlinea, 2012
- Una Mole così grande, Neos Edizioni, 2013
- Imprese d'autore, La Stampa, 2013
- Racconti in bottiglia, Corriere della Sera, 2013
- Ritratto dell'autore da cucciolo, Instar libri, 2016
- Mamanto. Poesie per una città (a cura di Alberto Cappi), Gilgamesh Edizioni, 2019
- Ti racconto una canzone (a cura di Massimiliano Nuzzolo), Arcana Editrice, 2022

## Discografia
- Mao e la Rivoluzione, Sale (Virgin, 1996)
- Garbo, Up the Line (Discipline, 1997)
- Mao, Casa (Virgin, 1997)
- Subsonica, Subsonica (Mescal, 1997)
- Tiziano Lamberti, Elettricità (EMI, 1998)
- Subsonica, Coi piedi sul palco (Mescal, 1998)
- Subsonica, Microchip emozionale (Mescal, 1999)
- Bluvertigo, Canone InVerso (Luxury Goods) (Sony, 1999)
- Subsonica, Tutti i miei sbagli (Mescal, 2000)
- Monovox, Bianco shock (Sony, 2001)
- Modho, Soluzioni (Mescal, 2001)
- Delta V, Monaco '74 (BMG Ricordi, 2001)
- Neutra, Elettricittà (Sony, 2001)
- Subsonica, Amorematico (Mescal, 2002)
- Subsonica, Controllo del livello di rombo (Mescal, 2003)
- Subsonica, Terrestre (EMI, 2005)
- Cinemavolta, Weekend (Casasonica, 2005)
- Subsonica, Terrestre live e varie altre disfunzioni (EMI, 2006)
- Subsonica, L'eclissi (EMI, 2007)
- Totò Zingaro, Il fazzoletto di Robert Johnson (Escape From Today, 2010)
- Totò Zingaro, Salgariprivato (Metatron, 2011)
- Subsonica, Eden (EMI, 2011)
- Subsonica, Una nave in una foresta (EMI, 2014)
- Antonello Venditti, Tortuga (Sony, 2015)
- Totò Zingaro, Fiodor (Miraggi, 2015)
- Serena Abrami, Di imperfezione (Nufabric, 2016)
- Sendorma, Notturno 1. (Overdub Recordings, 2017)
- Subsonica, Anni luce 1997-2017 (Universal, 2017)
- Mina, Maeba (PDU, 2018)
- Lucia Minetti, Heart / Strings (Velut Luna, 2019)
- Carlo Pestelli, Aperto per ferie (Nota, 2020)
- Onorevoli, Onorevoli (Miraggi Waves, 2020)
- Flavio Ferri, Testimone di passaggio (VREC, 2020)
- Simona Palumbo, Latin Land (EGEA, 2021)
- Codice Ego, Rainbow's End (Codice Ego, 2023)
- Subsonica, Realtà aumentata (Epic, 2024)